# Villers-aux-Nœuds
Villers-aux-Nœuds is een gemeente in het Franse departement Marne (regio Grand Est) en telt 185 inwoners (1999). De plaats maakt deel uit van het arrondissement Reims.

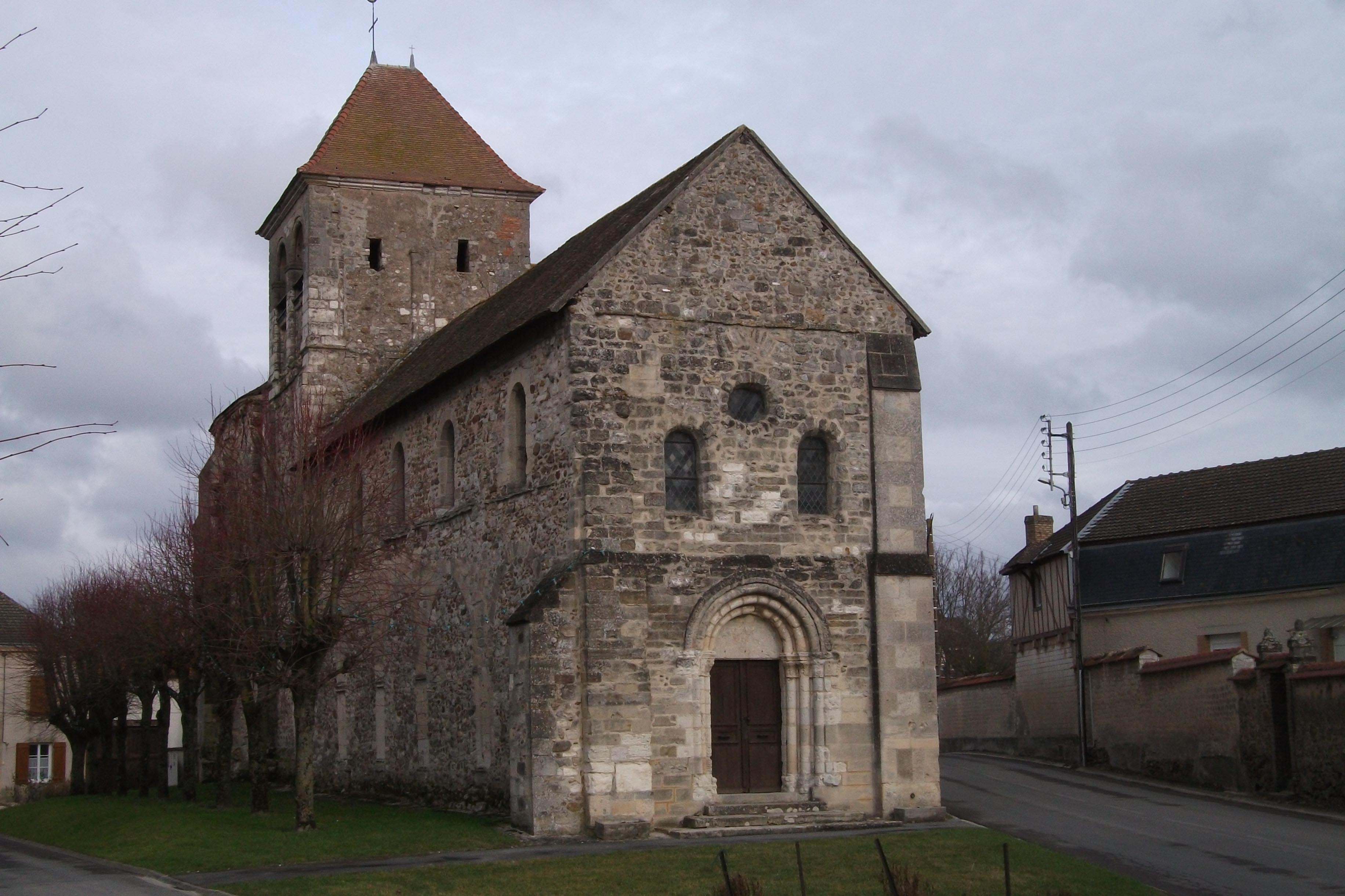
Kerk in Villers-aux-Nœuds
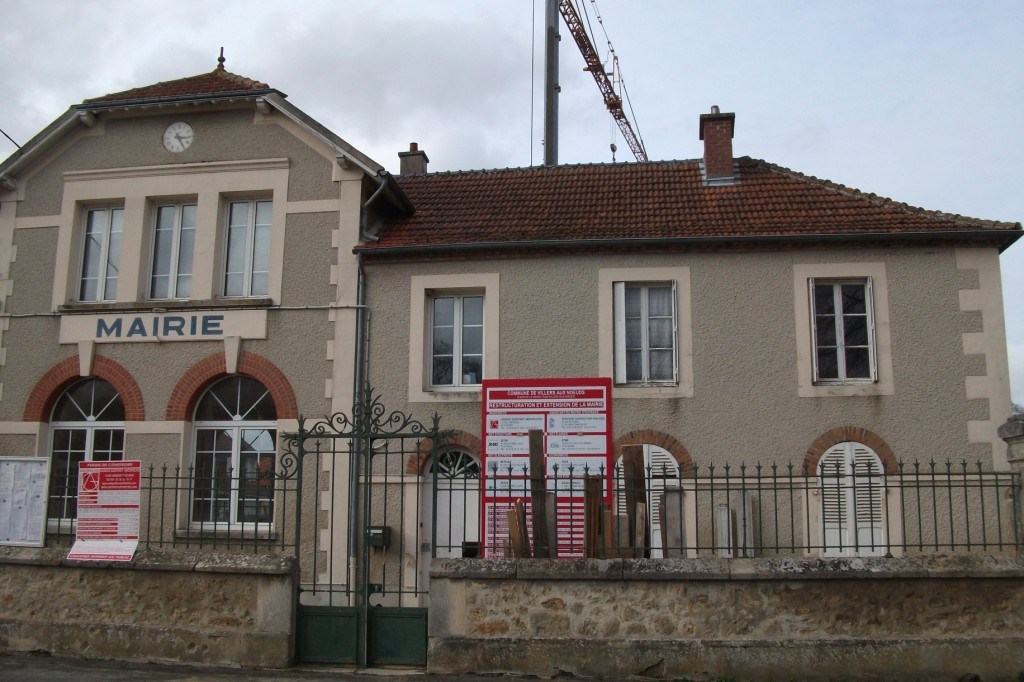
Gemeentehuis

## Geografie
De oppervlakte van Villers-aux-Nœuds bedraagt 6,5 km², de bevolkingsdichtheid is 28,5 inwoners per km².
De onderstaande kaart toont de ligging van Villers-aux-Nœuds met de belangrijkste infrastructuur en aangrenzende gemeenten.

## Demografie
Onderstaande figuur toont het verloop van het inwonertal (bron: INSEE-tellingen).